# Aldebert en scène
Albums de Aldebert
L'Année du singe Les Paradis disponibles
Aldebert en scène est le quatrième album du chanteur français Aldebert, sorti le 21 novembre 2005. Il s'agit d'un album live.

## Liste des pistes
| No  | Titre                        | Durée |
| --- | ---------------------------- | ----- |
| 1.  | Intro                        |       |
| 2.  | Carpe diem                   |       |
| 3.  | Dis moi dimanche             |       |
| 4.  | Le Bébé                      |       |
| 5.  | La Méthode couette           |       |
| 6.  | Tête en l'air                |       |
| 7.  | Marabout                     |       |
| 8.  | La Complainte de l'ex-fumeur |       |
| 9.  | Prière                       |       |
| 10. | Rentrée des classes          |       |
| 11. | Adulescent                   |       |
| 12. | Gueule de bois               |       |
| 13. | La Plage                     |       |
| 14. | Saint' Nitouche              |       |
| 15. | Vivement la fin              |       |
| 16. | La Dame aux Camel Lights     |       |
| 17. | Hold up                      |       |
| 18. | La Norme et la Marge         |       |